# The White Medicine Man
Pour plus de détails, voir Fiche technique et Distribution.

The White Medicine Man est un film muet américain réalisé par Francis Boggs et sorti en 1911.

## Fiche technique
- Réalisation : Francis Boggs
- Production : William Selig
- Société de production : Selig Polyscope Company
- Sociétés de distribution : General Film Company
- Format : Noir et blanc - 1,33:1 - 35 mm - Son : Muet
- Genre : Western
- Durée : 300 m (1 bobine)
- Date de sortie : États-Unis : 4 juillet 1911

## Distribution
- George Hernandez : Professeur A. Leclerque
- Betty Harte : Mlle Julie
- Hobart Bosworth : Sitting Horse
- Camille Astor : la fille de Sitting Horse
- Anna Dodge : la femme de Sitting Horse
- Fred Huntley : le médecin blanc
- Art Acord : un cowboy